# Bill Petry

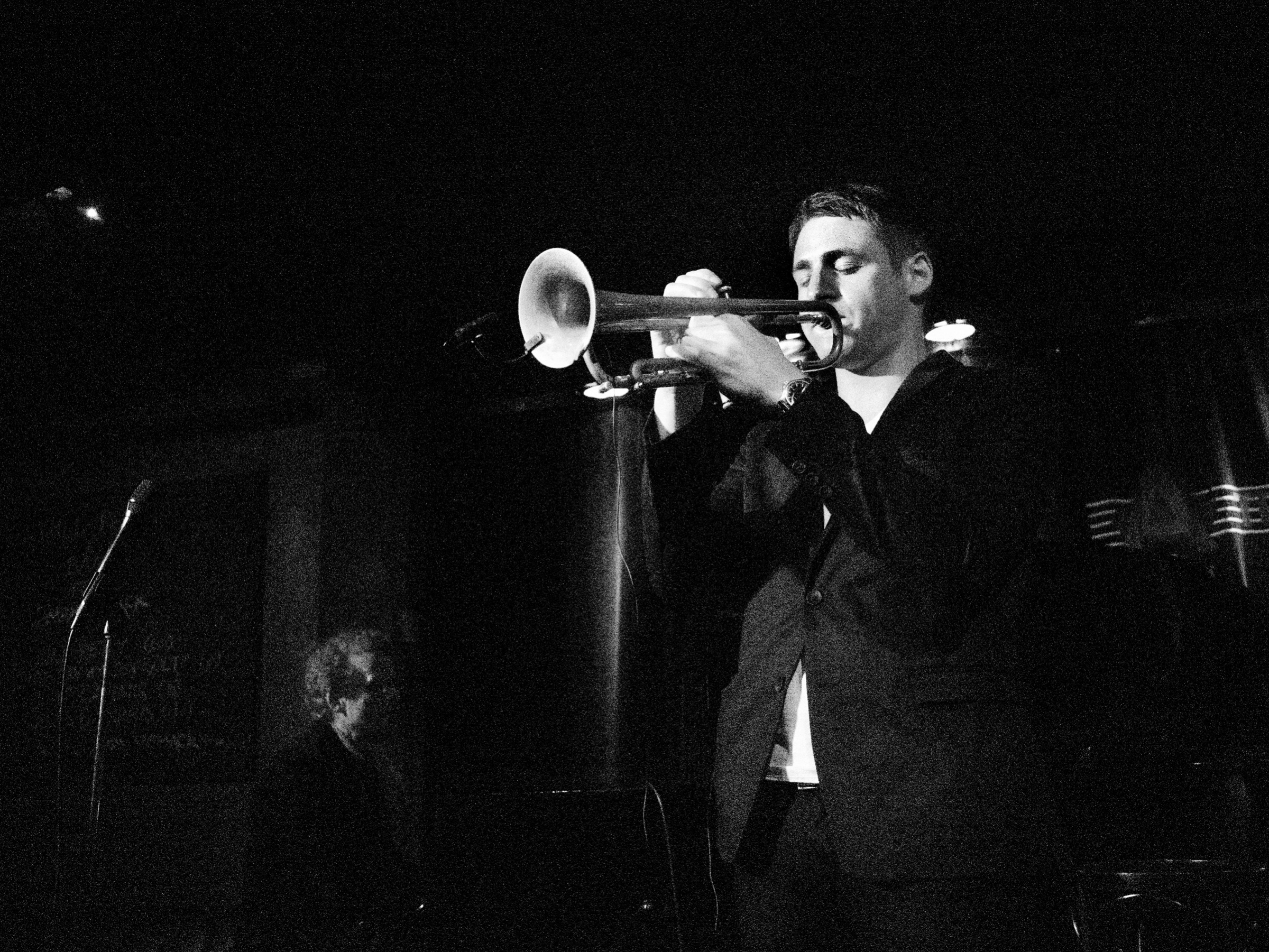
Bill Petry bei einem Konzert in Berlin (2017)

Bill Petry (* vor 1990 in West-Berlin) ist ein deutscher Trompeter und Komponist.

## Karriere
Petry wuchs als Sohn von Künstlern in einem besetzten Haus in West-Berlin auf. Er erhielt zunächst eine klassische Gesangsausbildung im Staats- und Domchor Berlin unter der Leitung von Christian Grube und seinem Nachfolger Kai-Uwe Jirka, bevor er auch klassischen Klavierunterricht nahm. Im Alter von 13 Jahren hörte Petry das erste Mal Chet Baker und beschloss, Trompete zu lernen. Während seiner Schulzeit wurde Till Brönner auf ihn aufmerksam und wurde zu seinem Mentor. Petry studierte Trompete am Jazz-Institut Berlin bei Gerard Presencer und erhielt auch Unterricht bei Malte Burba.
Petry arbeitete mit Riccardo Del Fra, Carl-Henri Morisset, Billy Hart, Christian von Kaphengst, Peter Weniger, Atrin Madani, Lisa Batiashvili, Daniel Hope und komponierte 2019 gemeinsam mit Christian von der Goltz und Olaf Casimir die Musik für Jette Steckels Inszenierung von Zeiten des Aufruhrs am Deutschen Theater Berlin.
Petrys Debütalbum Close Your Eyes, das er mit Christian von der Goltz, Olaf Casimir und Tobias Backhaus in den Berliner Hansa Studios aufnahm, erschien 2024 beim Musiklabel Timezone. Als Produzent und Fotograf war Till Brönner tätig. Das Artwork entwarf Dirk Rudolph.
Close Your Eyes wurde vom Preis der deutschen Schallplattenkritik in die Longlist 3/2024 aufgenommen und erreichte im November 2024 Platz 5 der Deutschen Jazzcharts

## Diskografie
- 2024: Close Your Eyes (Timezone)